# Chelsea, Manhattan
Chelsea är en stadsdelsområde på nedre Manhattan i New York. 
Det avgränsar i norr till Midtown, mer specifikt till Hudson Yards, söderut till Greenwich Village, samt till väster av Hudsonfloden. Området motsvarar ungefär West 34th Street till West 14th Street. Området överlappar delvis i söder med Meatpacking District.
Tionde polisdistriktet ligger i mitten av Chelsea. Inom området ligger Pennsylvania Station och New Yorks huvudpostkontor.
På adressen 222 West 23rd Street, mellan Seventh och Eighth Avenue, är Hotel Chelsea beläget.

## Bildgalleri

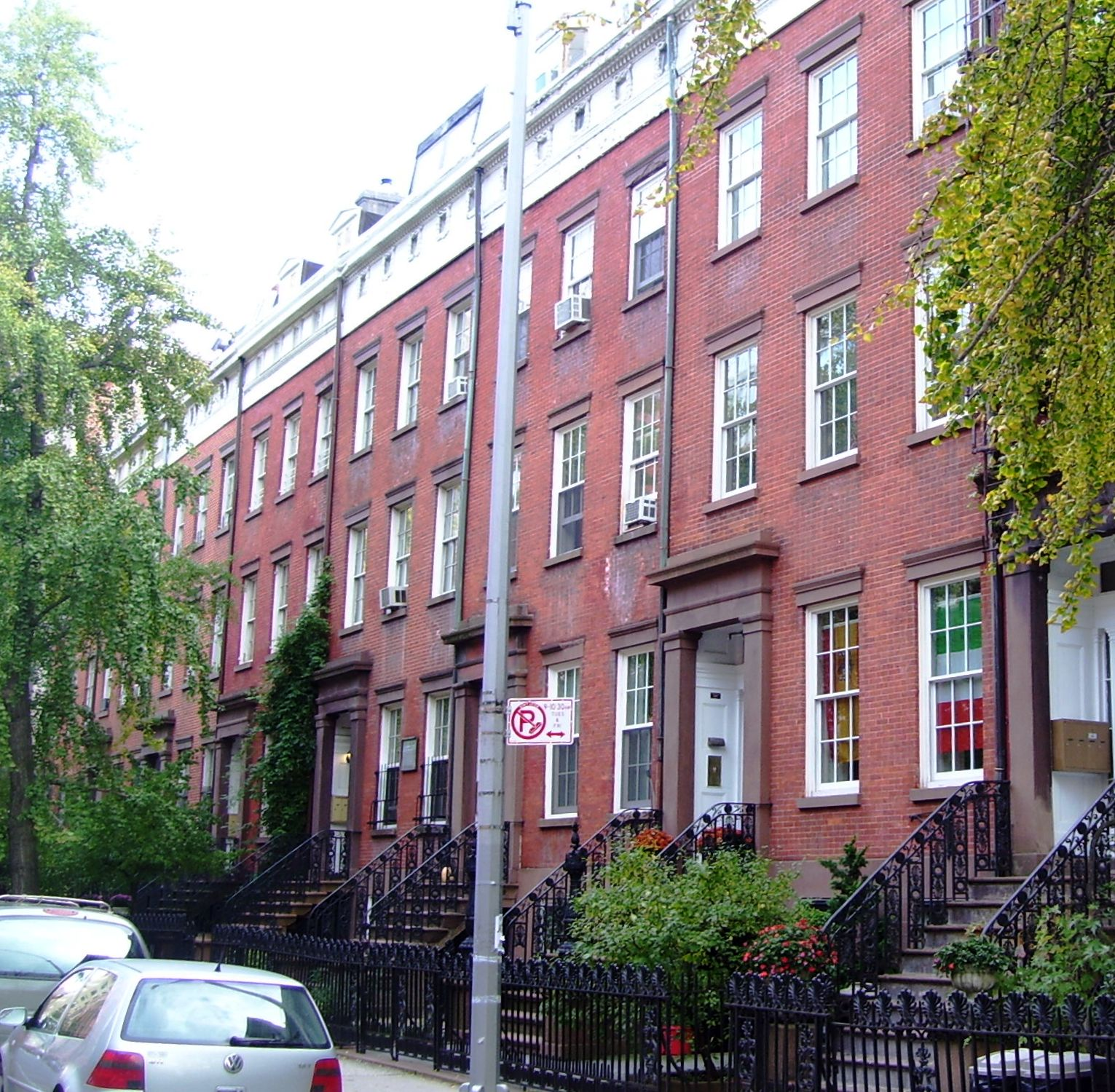
Fasader på Cusman Row.
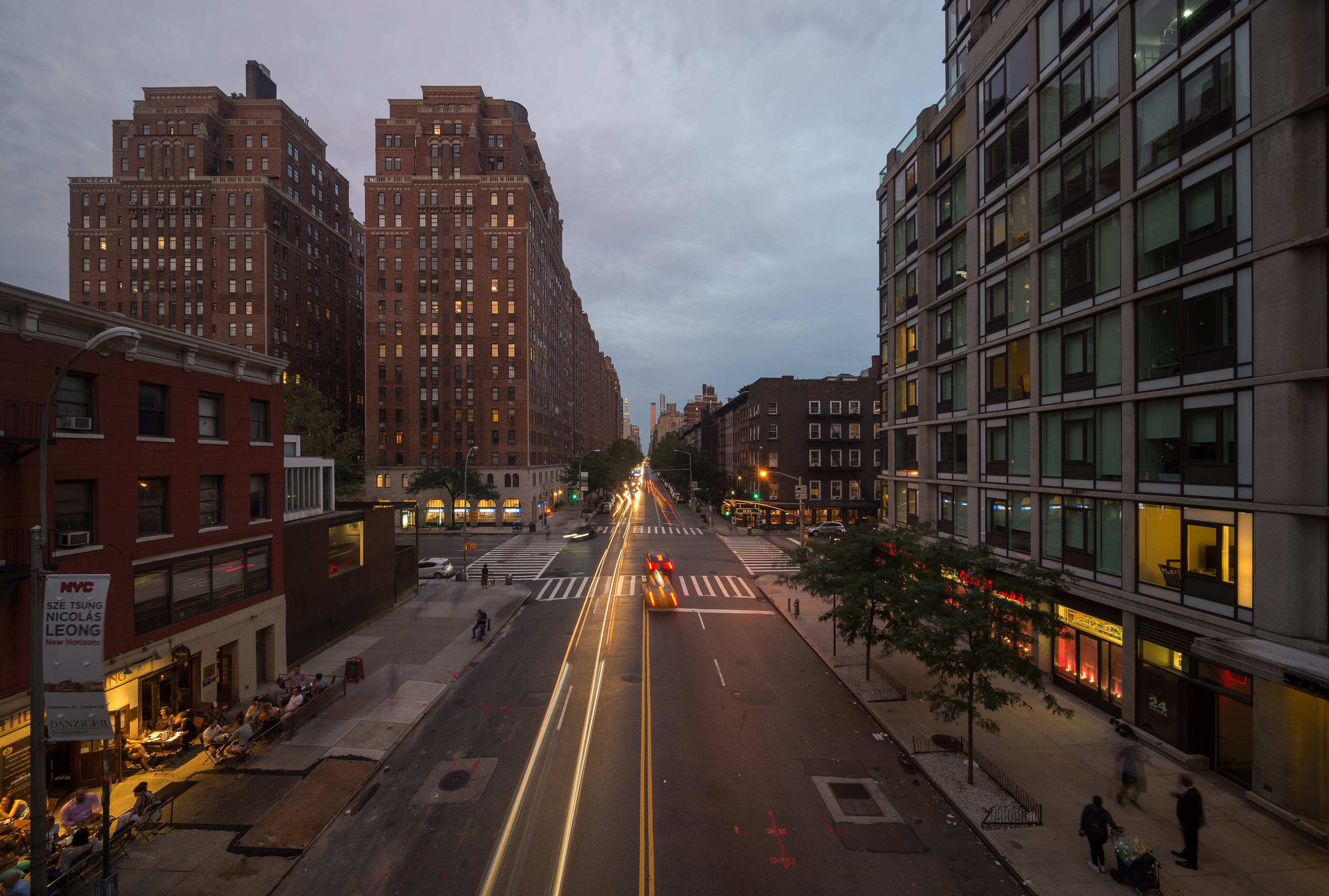
Korsningen av West 23th Street och 10th Avenue.
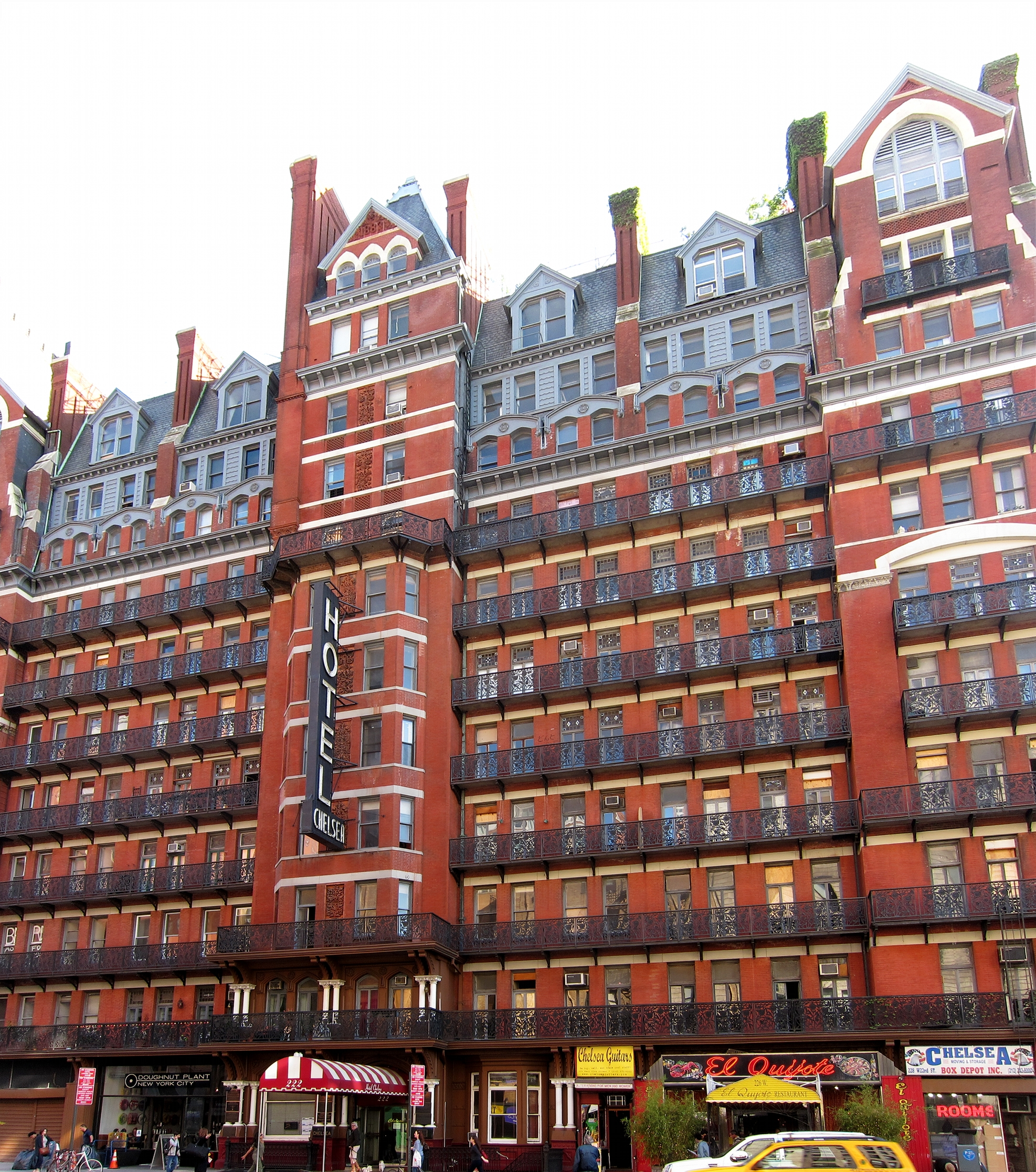
Hotel Chelsea.
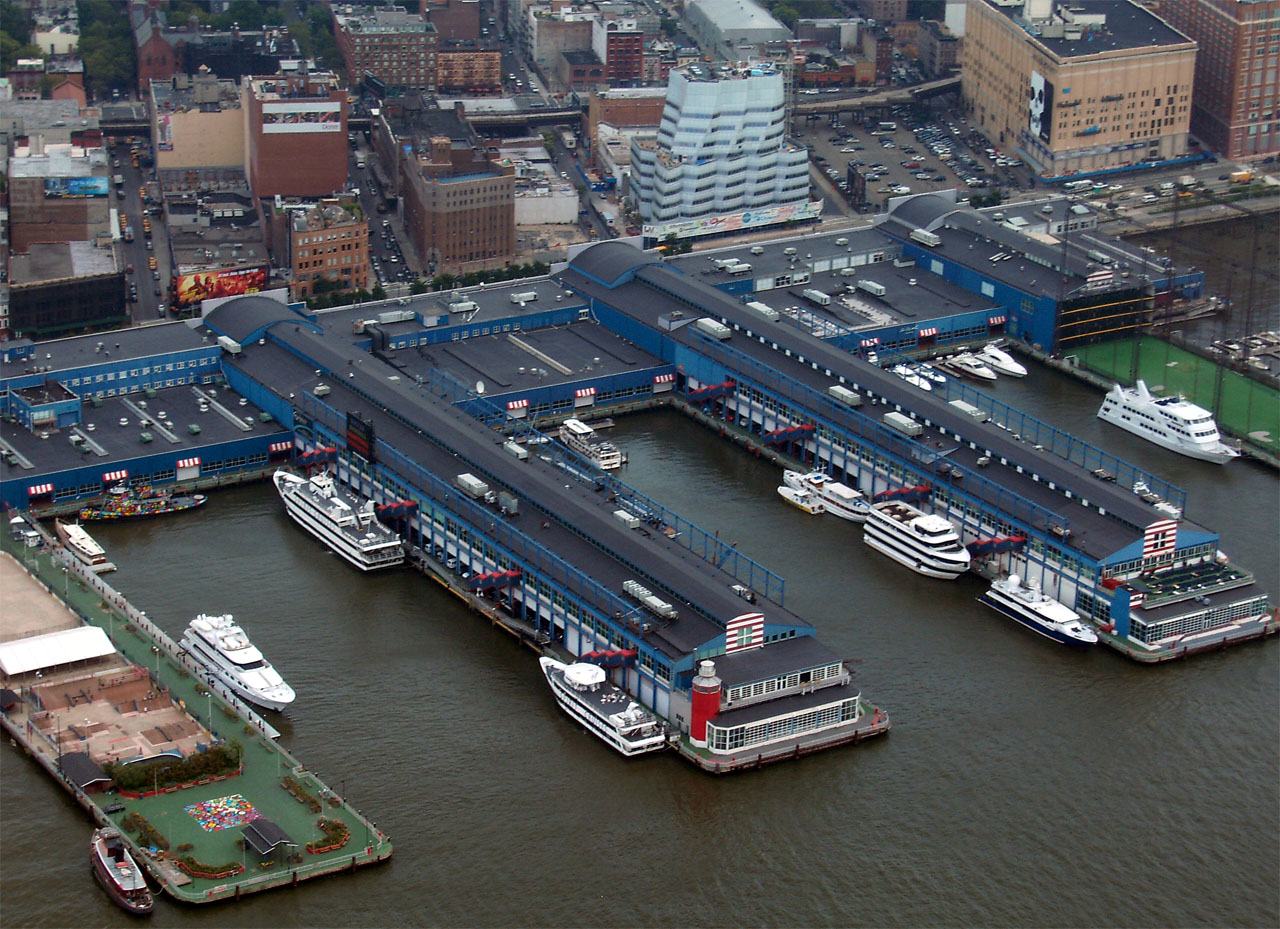
Chelsea Piers, tidigare terminal för oceanångare.